# ビーニャ・デル・マル空港
ビニャ・デル・マール空港（西: Aeropuerto Viña del Mar）は、チリ共和国バルパライソ北東のビニャ・デル・マールにある空港。小型機用の滑走路一本の施設である。現在はどの航空会社も就航していない。近い将来、新しいバルパライソへの国際空港になる予定。

## 概要
- 1962 FIFAワールドカップチリ大会の会場であったビーニャ・デル・マル競技場の最寄り空港である。